# Bielmo (medycyna)
Bielmo (leukoma) – zmętnienie rogówki spowodowane chorobą lub urazem, którego konsekwencją jest duże upośledzenie widzenia. W niektórych przypadkach dokonuje się przeszczepu rogówki.

## Charakterystyka choroby

### Objawy
Głównym objawem zaburzenia przejrzystości rogówki jest pogorszenie ostrości wzroku od minimalnego zaburzenia i zamglenia widzenia do prawie całkowitej jego utraty (jest ono wtedy ograniczone do poczucia światła lub ruchu ręki przed okiem). Mogą temu towarzyszyć inne dolegliwości charakterystyczne dla choroby będącej przyczyną zaburzeń tj.: ból, łzawienie, wydzielina surowicza, śluzowa lub ropna, zadrażnienie gałki ocznej.
We wczesnych okresach choroby widzenie może się zmieniać (pogarszać lub poprawiać). W późnych okresach utrwalonego zmętnienia rogówki (bielma) widzenie stabilizuje się na różnym poziomie. Zależy to od lokalizacji i intensywności zmętnienia, przy czym najgroźniejsze są zmętnienia centralnej części rogówki, zwłaszcza obejmujące oś widzenia. Pozostałe dolegliwości zwykle ustępują.

### Profilaktyka
1. unikać urazów oka, np. przez noszenie okularów ochronnych.
2. unikać zakażeń oka, zachowując odpowiednią higienę (mycie rąk, niedotykanie oczu brudnymi palcami itd.).

## Klasyfikacja ICD10
| kod ICD10     | nazwa choroby                             |
| ------------- | ----------------------------------------- |
| ICD-10: H17   | Bielmo                                    |
| ICD-10: H17.0 | Bielmo przylegające                       |
| ICD-10: H17.1 | Inne centralne zmętnienia rogówki         |
| ICD-10: H17.8 | Inne blizny i zmętnienia rogówki          |
| ICD-10: H17.9 | Blizna i zmętnienie rogówki, nieokreślone |